# Grega Lang
Grega Lang, slovenski smučarski skakalec, * 16. marec 1981.
Lang je svojo skakalno pot začel v NSK Tržič Trifix, z ekipo je leta 1997 osvojil naslov mladinskega svetovnega prvaka. V svetovnem pokalu pa je prvič nastopil 1. januarja 1997 na tekmi turneje štirih skakalnic v Garmisch-Partenkirchnu. Točke svetovnega pokala je osvojil dvakrat na posamičnih tekmah in dvakrat na ekipnih. 4. marca 1998 je dosegel svojo najboljšo uvrstitev z 29. mestom na tekmi v Kuopiu, 27. januarja 2002 je zasedel 30. mesto na tekmi v Saporu. Na Svetovno prvenstvo v smučarskih poletih 2000 v Vikersundbu je zasedel 39. mesto. Na tekmah kontinentalnega pokala se je trikrat uvrstil v deseterico, najboljša uvrstitev sta dve sedmi mesti.